# Сельчук
Сельчук (тур. Selçuk) — турецьке місто в одноіменному районі провінції Ізмір Егейського регіону. В Сельчуку та його околицях розташовані античне місто Ефес, Базиліка Святого Іоанна, село Шириндже, Будинок Діви Марії та храм Артеміди, одне з семи чудес світу. Більшість історичних будівель у Сельчуку все ще збереглися. Руїни Ефеса є важливим центром турецького та світового туризму.

## Географія
Місто Сельчук знаходиться на заході Туреччини, в 75 кілометрах на південь від міста Ізмір. Районний адміністративний центр. Раніше носив назву Айясолук, яка походила від візантійської фортеці Агіос Феологос (на честь апостола св. Івана Богослова, який, як вважається, помер на пагорбі Айясолук). В 1914 році, за вказівкою молодотурків, місто було перейменовано у Сельчук. Район має середземноморський клімат. Літо жарке і сухе, зима тепла і дощова.

## Історія
Як торгове і портове місто Айясулук став спадкоємцем античного міста Ефес, залишки якого знаходяться поруч із Сельчуком. Входив до складу Візантійської імперії, протягом короткого часу перебував під владою арабів, що захопили його в 798 році. Після Битви біля Манцикерта був зайнятий сельджуками Алп-Арслана. Під час Першого хрестового походу у 1097 році сельджуків було розбито в Битві біля Дорілеї, після чого місто, за домовленістю з хрестоносцями, повернулось під владу Візантії. У 1304 році знову захоплене тюрками і увійшло до складу бейлика Айдиногуллари. У 1333 році місто відвідує мандрівник Ібн Баттута, який залишив його яскравий опис. Це було часом економічного розквіту Айясолука, в якому перебували консули Генуезької та Венеційської республік. У 1391 році, за султана Баязида I місто підпорядковується туркам-османам. Після розгрому османів військами Тимура на початку XV століття, Аясолук повертається під владу Айдин. У 1425 році, при султані Мураді II місто остаточно входить до складу Османської імперії. У зв'язку з відступом моря і зміною русла річки Меандр, місто втратило своє портове значення. У 1914 році його назву було змінено з Аясулук на Сельчук, а після Війни за незалежність, Сельчук, який був відомий як Акінджилар, був включений до складу провінції Ізмір у 1957 році та отримав назву округу.

## Туристичні пам'ятки
Пагорб над містом має назву Аясулук. До проведення широких досліджень у регіоні вважалося, що стародавнє місто Ефес було засноване іммігрантами з Греції в 1050 році до нашої ери. Однак розкопки, особливо на пагорбі Аясулук і кургані Чукурічі, показали, що в безпосередній близькості були поселення епохи неоліту, які датуються 8 тисячами років тому. Ті самі розкопки показали, що Ефес був заснований в епоху ранньої бронзи і що пагорб Аясулук був одним із перших ефеських поселень, що датуються ще давнішою давниною. З іншого боку, здається певним, що Апасас, який був столицею королівств Арзава — Мира в Західній Анатолії за часів Хетської імперії, також розташовувався на пагорбі Аясулук.
Замок Аясулук, який можна побачити сьогодні, є сельджуксько — османським замком. Як і зовнішні стіни, внутрішній замок був побудований з бутового каміння та сполій і був посилений 15 вежами. Внутрішній замок має два входи, один із заходу та один зі сходу. Західні ворота повинні бути захищені стінами, що виступають назовні. Усередині внутрішнього замку є п'ять цистерн.
Базиліка Святого Іоанна, розташована на схилах пагорба Аясулук, безпосередньо біля мечеті Іса-Бея, прямо під фортецею, поблизу центру Сельчука. Вона була побудована Юстиніаном I у VI столітті на місці, де за легендою був похований апостол Іоанн. Базиліка була зведена за зразком нині зруйнованої церкви Святих Апостолів у Константинополі. Будівництво церкви почалося в 548 р. і було завершено в 565 р. Базиліка була побудована майже повністю з цегли та тесаного каменю, тоді як колони були зроблені з мармуру або були покриті мармуром. Внутрішнє склепіння церкви було вкрите мозаїкою, а стіни та стовпи були покриті мармуровими плитами та прикрашені різними кольорами. Підлоги також були вкриті мозаїкою.
Мечеть Іса-Бея є одним із найстаріших і найбільш вражаючих творів історії архітектури Туреччини періоду Анатолійських князівств. У XIX столітті вона також використовувалась як караван-сарай. Мечеть, побудована в несиметричному плані, має дві в'їзні брами, розташовані на схилі, із західної та східної сторін. Західні двері прикрашені написами та геометричними фігурами. Стіни із західної сторони вкриті мармуром, а інші фасади зроблені з тесаного каменю. Її фасад, краї вікон і обідки обох куполів оздоблені сельджукською плиткою.
Поруч з містом знаходяться залишки Храму Артеміди. Це перший мармуровий давньогрецький храм, що знаходився в Іонії на егейському узбережжі Малої Азії та був присвячений давній місцевій формі богині Артеміди. Протягом своєї історії храм двічі повністю перебудовувався — в VII ст. до н. е. (після руйнівного потопу) і в IV ст. до н. е. (після підпалу Геростратом). В остаточному вигляді набув слави одного з Семи чудес світу. Місце розташування храму було віднайдене у 1869 році експедицією, організованою Британським музеєм. Станом на сьогодні на місці храму знаходяться лише залишки фундаменту та одна колона, символічно складена з різних фрагментів, знайдених під час розкопок.
Музей Ефеса — музей, розташований у місті Сельчук. Тут знаходяться знахідки з місця розкопок сусіднього античного міста Ефес. Найвідомішим твором є статуя Артеміди в храмі Артеміди в Ефесі. Музей поділяється на два відділи: археологічний та етнографічний.
Лазня Іса Бей, або Бююк Хаммам — стародавня лазня в Сельчуку, яку побудував син Саліха Хачі Ходжа Алі в жовтні або листопаді 1364 року.
З Сельчука легко добратись до Ефеса — одного з найвизначніших міст античності. Місто було відоме своєю історією та культурною спадщиною. Ефес також був важливим торговим і релігійним центром, що став домівкою для численних культурних та релігійних подій, зокрема поширення християнства. Сьогодні це археологічний об'єкт, що приваблює туристів з усього світу.

## Галерея

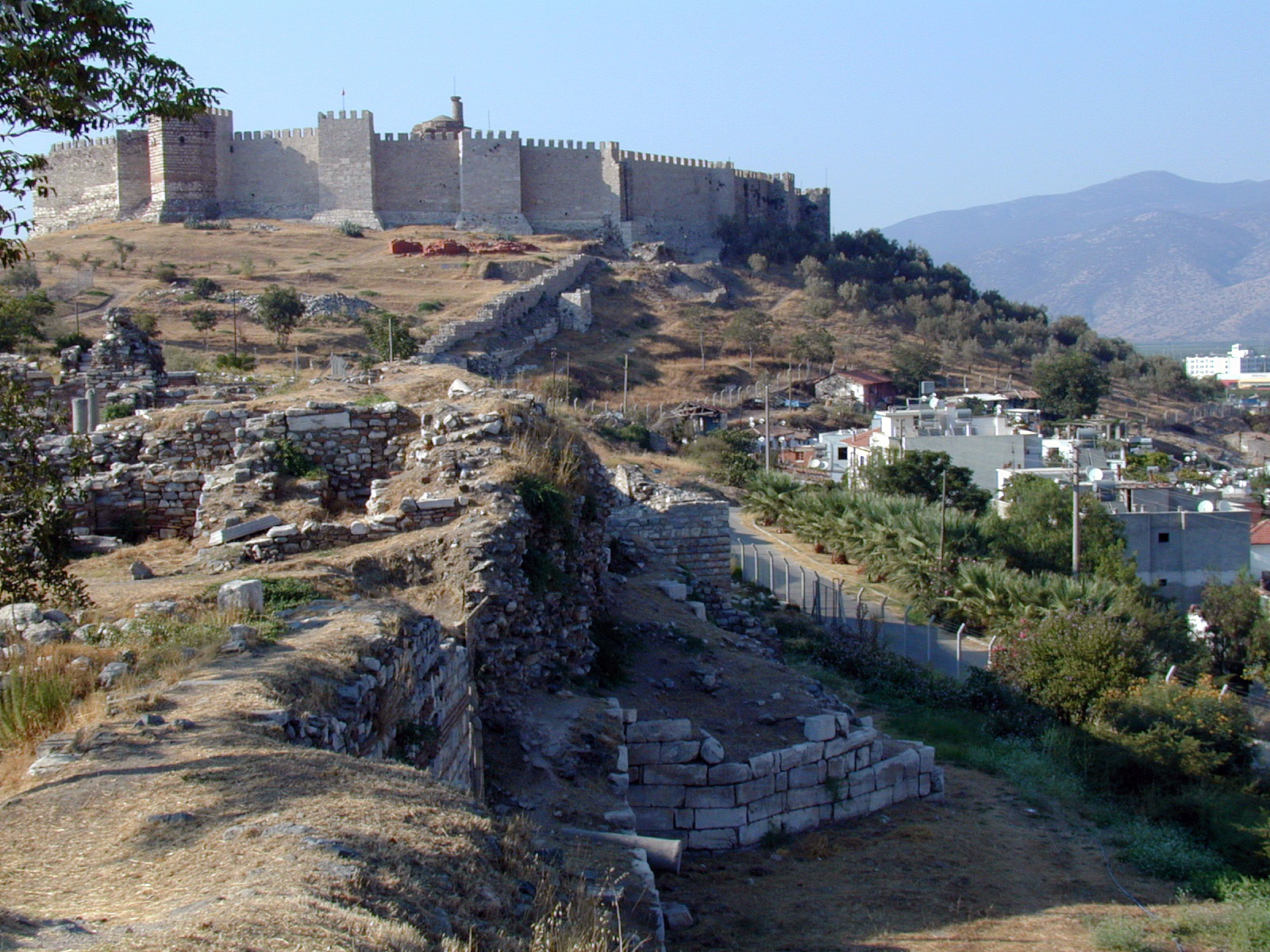
Пагорб Аясулук
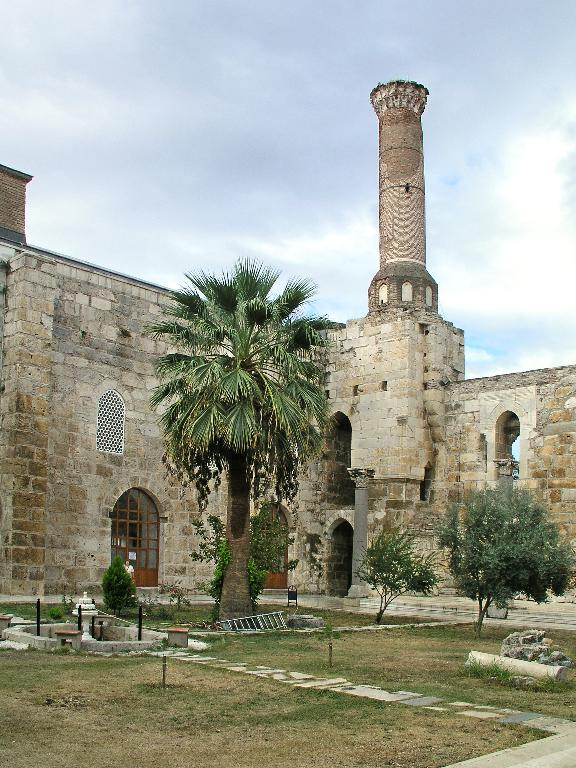
Мечеть Іса-бея
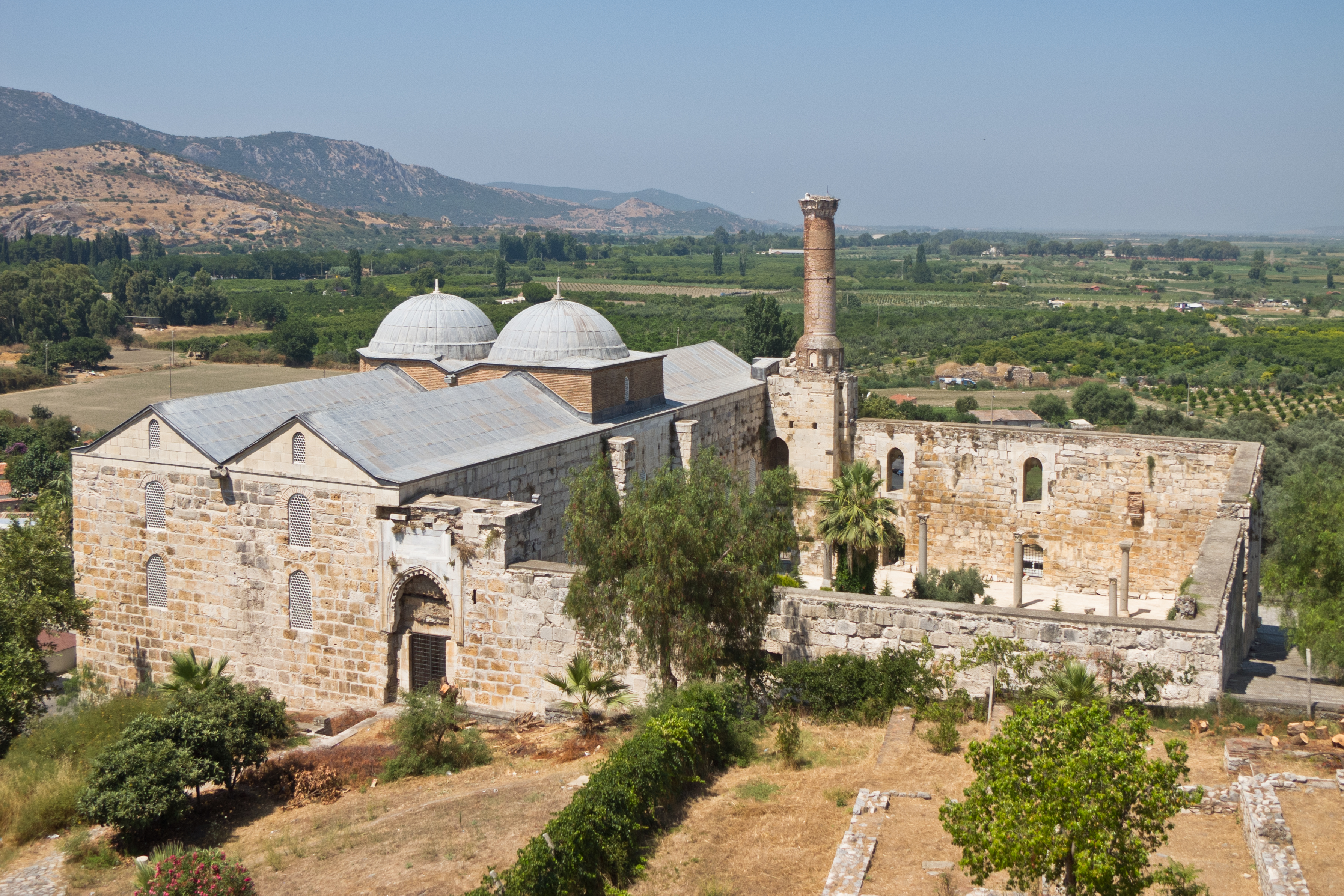
Мечеть Іса-бея
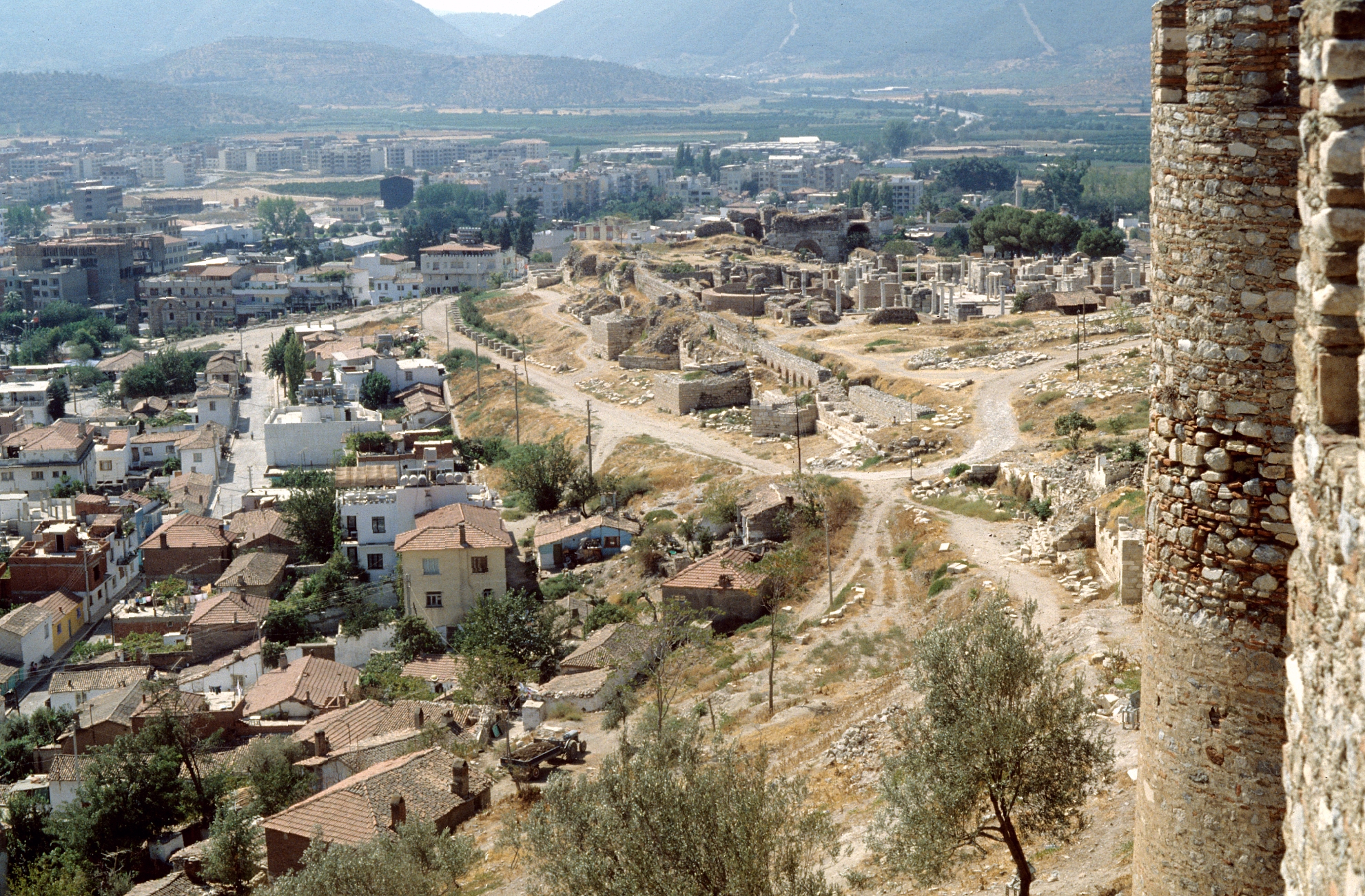
Вид на Сельчук і базиліку св. Іоанна
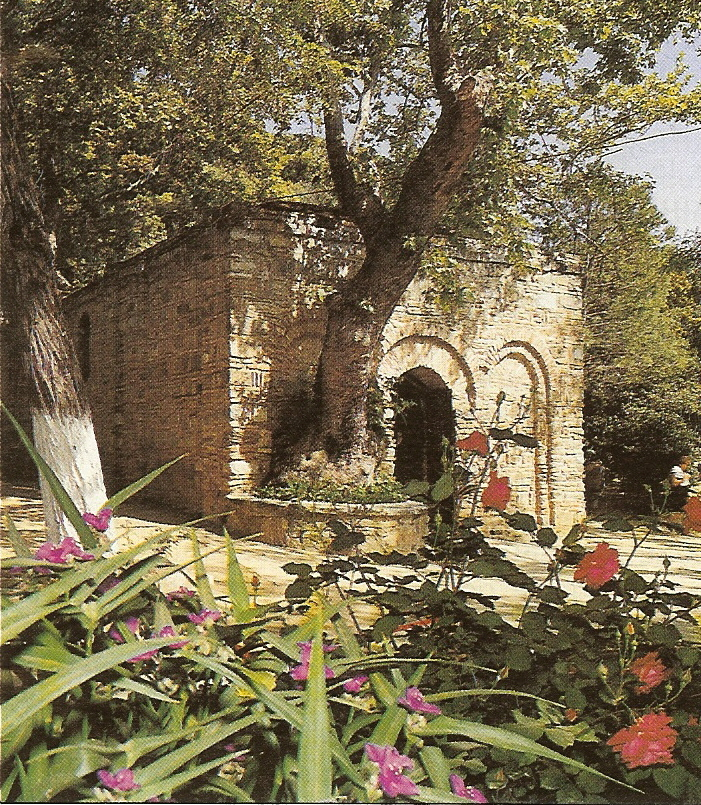
Будиночок Богоматері Марії
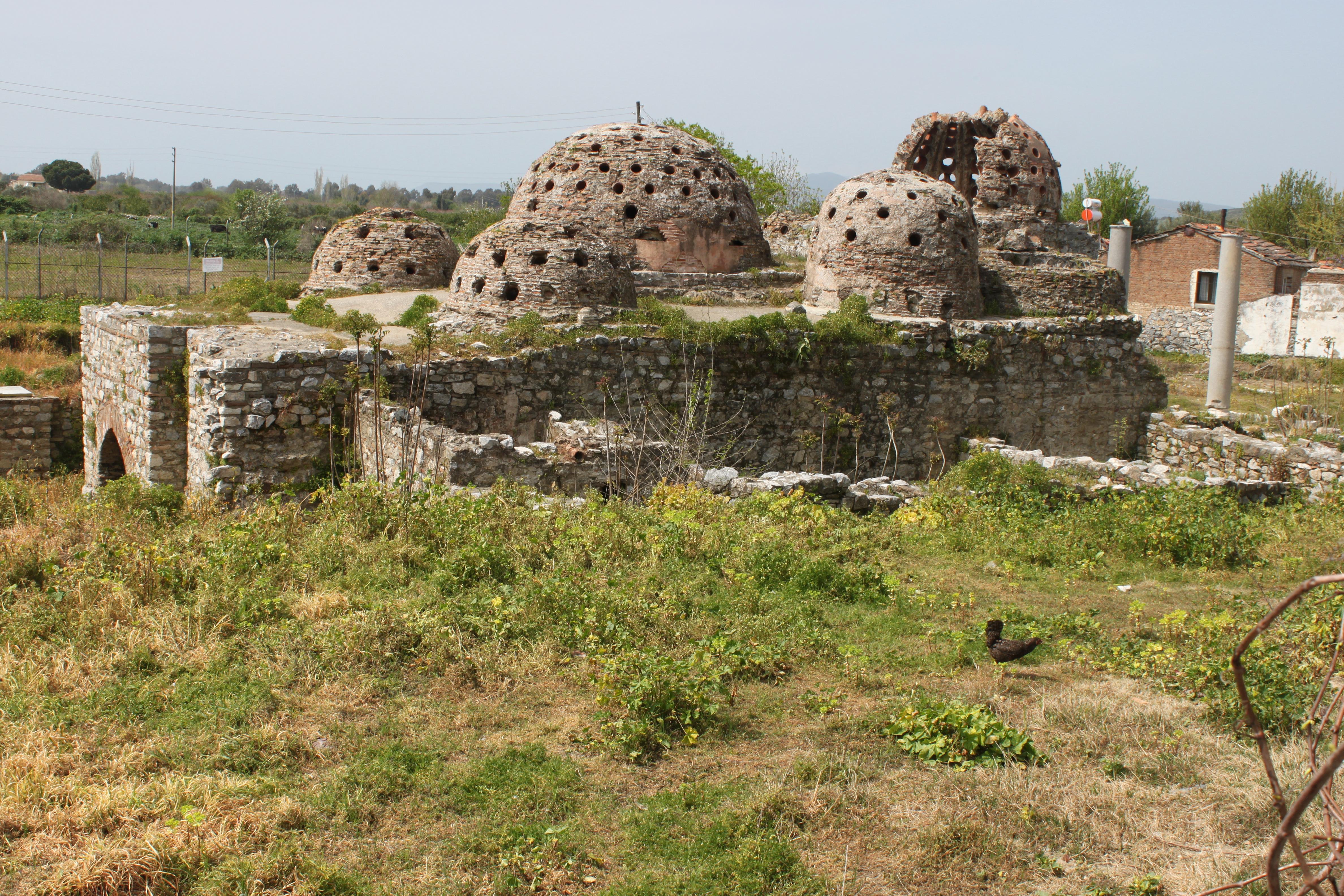
Лазня Іса Бей

## Населення
За підсумками перепису населення 2014 року, населення міста складає 35 281 чол. За даними про чисельність населення на 2022 рік, його загальна чисельність становить 38 151 осіб.

## Економіка
Основою економіки району є туризм, сільське господарство та тваринництво. Основні культури — це оливки, виноград і цитрусові (особливо мандарини, персики, гранати). У тваринництві слідом головним є дрібне тваринництвом та скотарство. В районі вирощують різноманітні овочі та фрукти.

## Транспорт
До Сельчука можна дістатися всіма видами транспорту. Автомобілем по шосе Ізмір-Айдин, повітрям до аеропорту Аднан Мендерес і аеропорту Сельчук-Ефес, морем до порту Кушадаси, залізницею, є поїзди або приміські лінії в напрямку Ізмір (Басмане) — Сельчук — Денізлі, організовані 8 разів на день і тривалістю İZBAN можна використовувати. Основні дороги до всіх сіл навколо Сельчука асфальтовані.

## Міста-побратими
- Кобулеті (Грузія)
- Зігбург (Німеччина)
- Хеннеф (Німеччина)
- Лієнц (Австрія)
- Діон (Греція)
- Радовиш (Північна Македонія)
- Урем (Португалія)
- Призрен (Косово)
- Ізміт (Туреччина)
- Ербаа (Туреччина)